# Leopold Gombocz

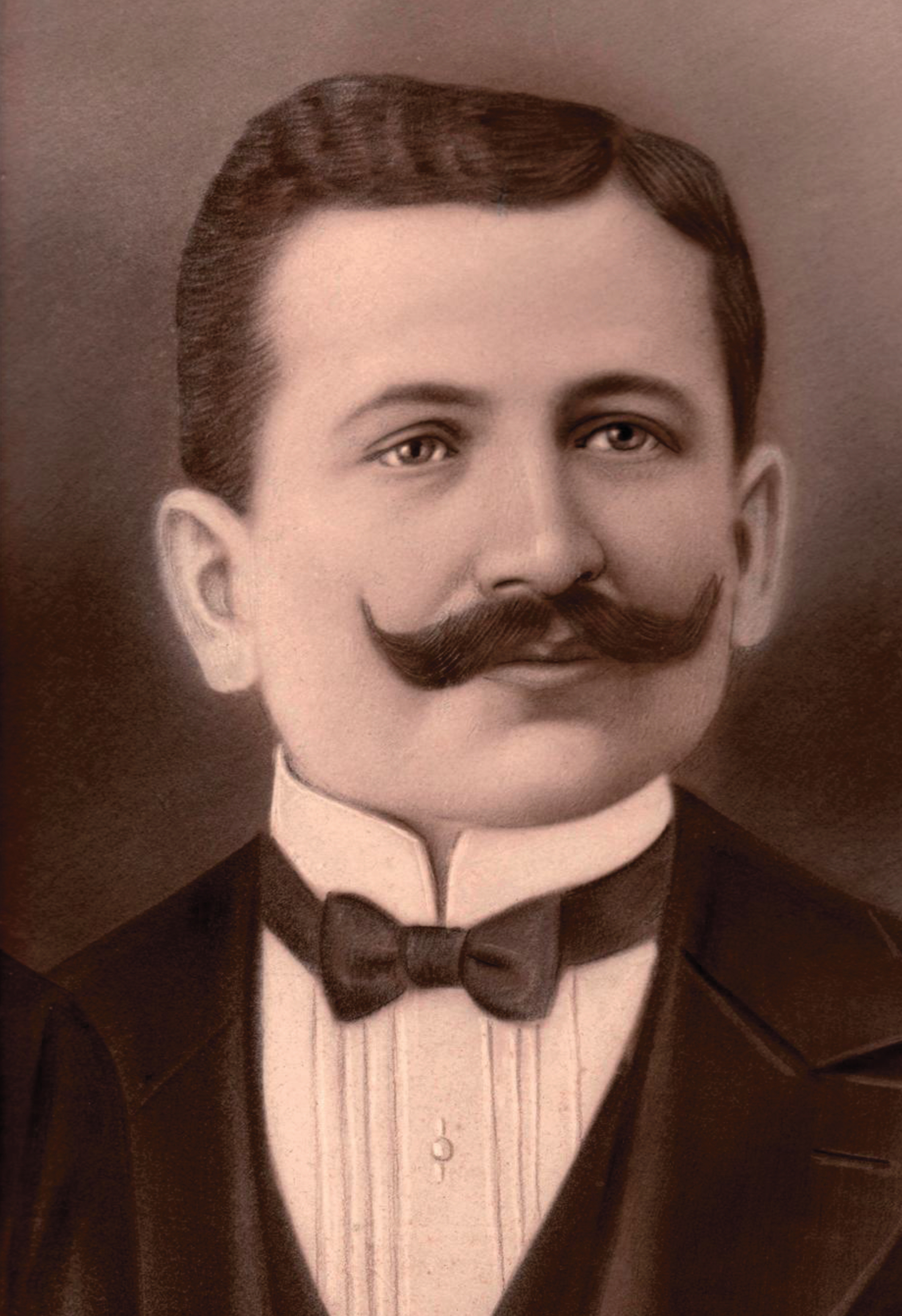
Leopold Gombocz (1898)

Leopold Gombocz (andere Schreibweise Gombotz; * 1875 in Károlyfa, damals Ungarn; † 1943 in Laafeld, Steiermark) war ein österreichisch-ungarischer Großimker. Er gilt als Pionier der Bienenwanderung per Eisenbahn sowie als einer der Wegbereiter der „künstlichen Vermehrung“ von Bienenvölkern.

## Leben

### Schulzeit, Ausbildung, Militärdienst, Beginn der Imkertätigkeit
Leopold Gombocz wurde in dem damals ungarischen Dorf Károlyfa geboren, das heute zu Slowenien gehört und unter dem heutigen Ortsnamen Korovci eine Ortschaft der slowenischen Grenzgemeinde Cankova bildet. Er besuchte die Volksschule in Vashidegkút (heute die Ortschaft Cankova der gleichnamigen Gemeinde) und die Klosterschule in Wernsee (heute Veržej, Slowenien). Anschließend besuchte er das Priesterseminar in Steinamanger (ungarisch Szombathely, Ungarn), brach die dortige Ausbildung aber nach kurzer Zeit ab. Danach machte er eine Lehre als Tischler bei der Tischlerei Kurahs in Pridahof bei Radkersburg, absolvierte einen zweijährigen Militärdienst in Steinamanger (Szombathely) und Raab (ungarisch Győr, Ungarn), arbeitete dann wieder als Tischler und wurde Tischlermeister.
1903 erwarb Gombocz in dem Dorf Laafeld, das nahe bei Radkersburg gelegen ist und damals zu Cisleithanien gehörte, eine kleine Bauernwirtschaft. Er wurde dort als Imker tätig; der Betrieb seiner Imkerei und der Verkauf von Honig kann ab 1904 nachgewiesen werden. Der Bezirk Radkersburg – der damals schon „nach Graz die größte Bienenvölkerdichte“ aufwies und auch „den stärksten Anteil von Großimkern“ stellte – gilt bis heute als das „‚Bienenland‘ der Steiermark“.
Die Hofstelle und Imkerei befand sich auf dem Grundstück Laafeld 21. Ein auf demselben Grundstück im Jahr 1924 von Gombocz erstelltes neues Wohnhaus erhielt die von der Gemeinde fortlaufend vergebene Hausnummer Laafeld 77. Das Gebäude Nr. 21 wurde 1976 abgerissen und durch einen Wohnhausneubau ersetzt, der die Nr. 76 erhielt. Heute hat das Grundstück die Lagebezeichnung Laafeld 76–77 und gehört zur österreichischen Gemeinde Radkersburg Umgebung, die das Gebiet der Stadtgemeinde Bad Radkersburg umschließt (46° 41′ 19,94″ N, 16° 0′ 19,13″ O).

### Großimkerei Leopold Gombocz

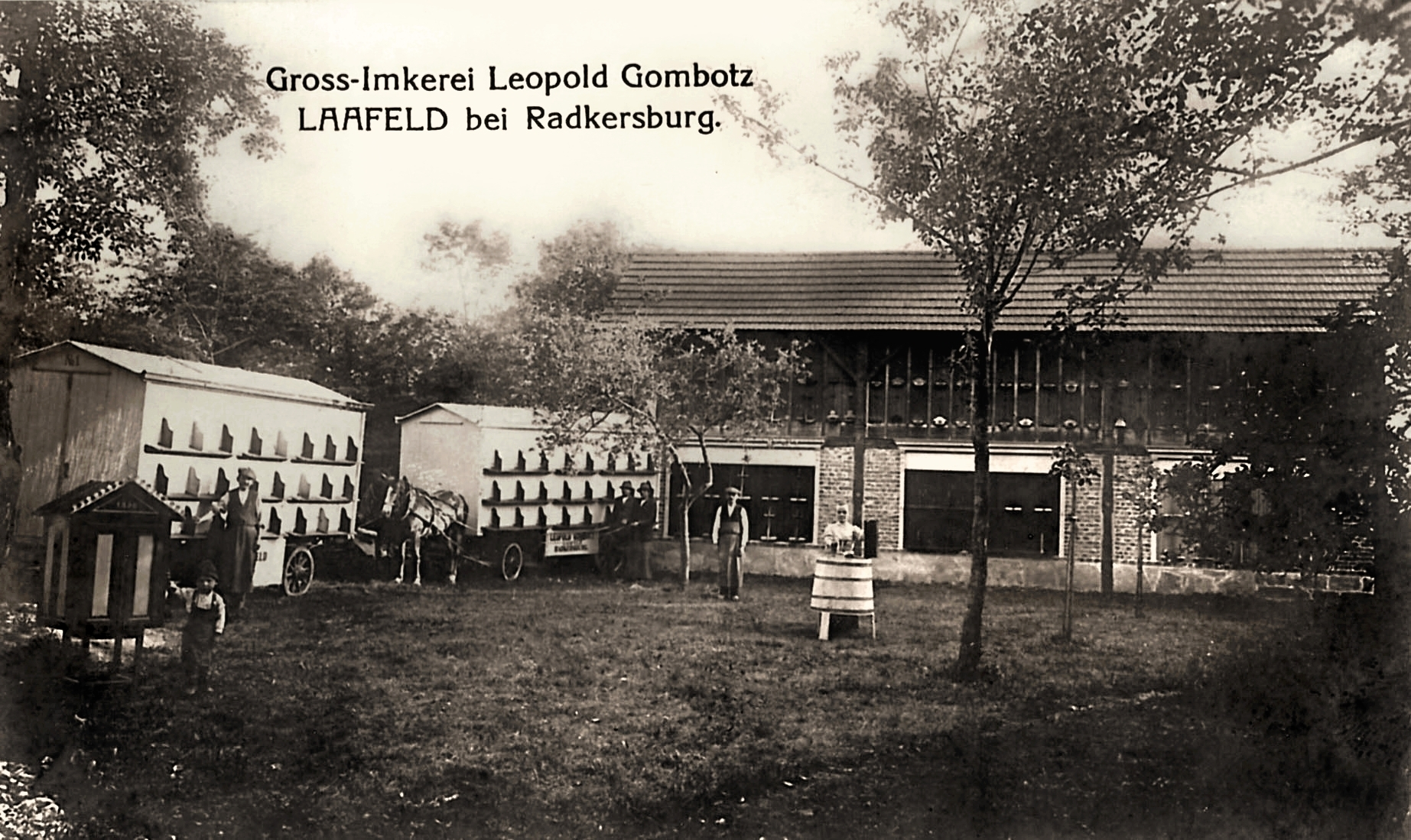
Werbepostkarte der „Gross-Imkerei Leopold Gombotz, Laafeld bei Radkersburg“ (1909)

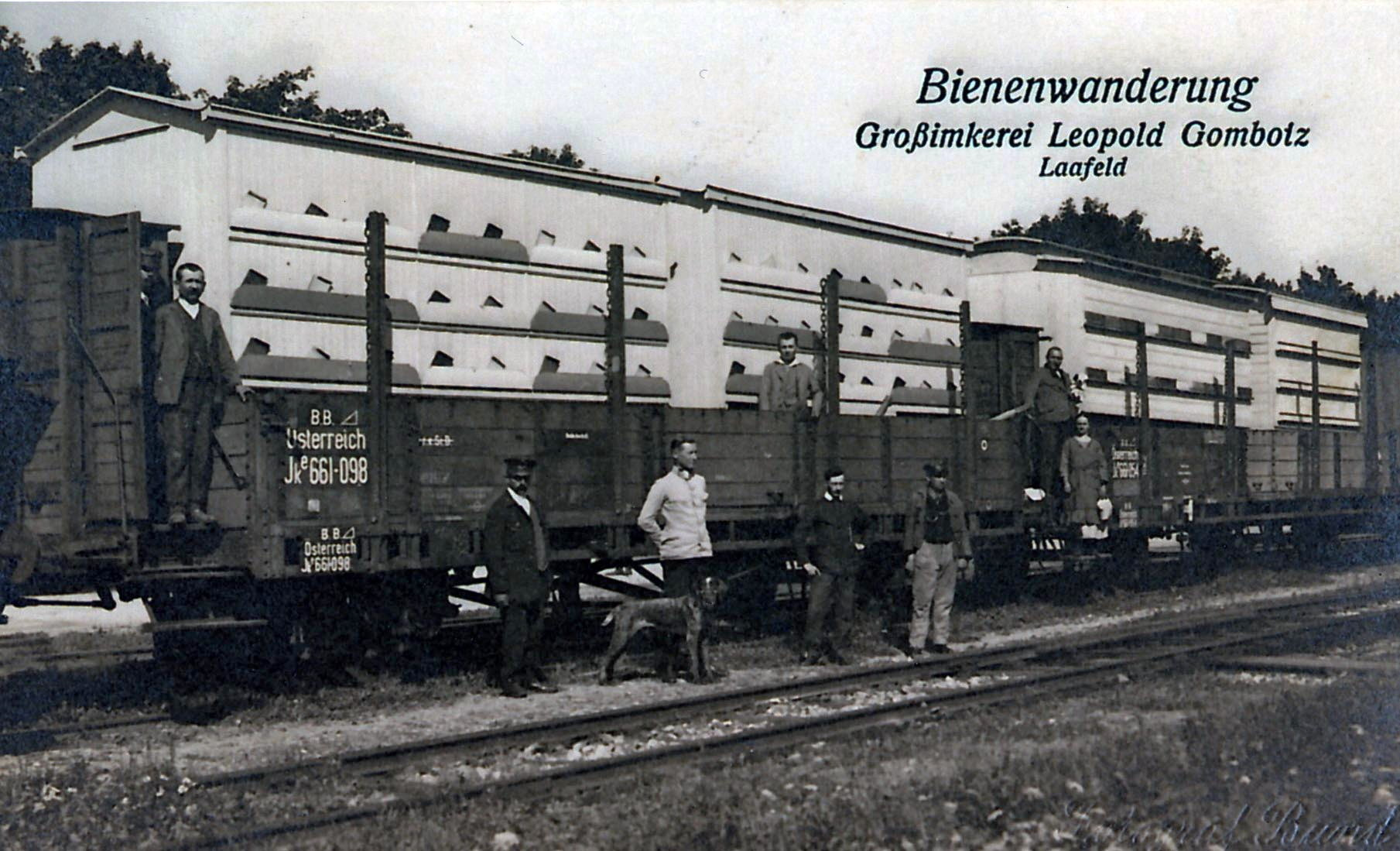
Bienenwanderung per Eisenbahn mit den von Leopold Gombocz entwickelten Bienenwägen (1921)

Gombocz baute seinen Betrieb in Laafeld rasch zu einer Großimkerei aus. Er errichtete auf seiner Hofstelle mehrere Bienenhütten und -häuser, wie unter anderem ein großes Bienenhaus in Fachwerk- und Teilmassivbauweise, das Platz für insgesamt rund 170 Bienenvölker bot. Im Erdgeschoß des langgestreckten Gebäudes befanden sich drei mal 24 Bienenstöcke und im Obergeschoß rund 100 Stöcke. Es handelte sich um die damals gebräuchlichen Hinterbehandlungsbeuten, die im Gebäudeinneren von der Rückseite aus bedient wurden.
Gombocz betrieb aber vor allem im großen Stil Bienenwanderung per Eisenbahn. Nachdem er anfangs noch wie andere Imker zwecks Ertragssteigerung seine traditionellen Bienenkörbe oder Bienenstöcke per Pferdewagen zu neuen Weidegebieten mit gerade blühenden Bienentrachtpflanzen transportiert hatte, entwickelte er bald spezielle Transportbehausungen aus Holz. Dabei kamen ihm seine Kenntnisse als Tischlermeister zugute. So baute er sogenannte Bienenwägen, in denen pro Wagen rund 50 Bienenvölker in Form von beim Transport geschlossenen Bienenbeuten untergebracht und transportiert werden konnten. Dabei entwickelte und fertigte Gombocz als einer der ersten Imker und Bienenwagenhersteller überhaupt mobile Behausungen nach dem Konstruktionsprinzip von Wechselaufbauten, die sowohl auf besonderen Fahrgestellen von Pferden gezogen als auch getrennt von den Fahrgestellen auf Güterwägen verladen und so per Eisenbahn transportiert werden konnten.
Zum Verladen wurden die Aufbauten mittels Hebeln angehoben und mit Hilfe von untergelegten Rollen von Hand auf die Güterwägen geschoben. Die nun aufbaulosen Fahrgestelle konnten separat mittransportiert werden. Der Eisenbahntransport ermöglichte es, auch über größere Entfernungen mit den kompletten Bienenständen ein neues Gebiet anzuwandern, in dem sich den Bienen eine günstigere Tracht bot. Während der Wanderperioden standen die Behausungen zum Teil auf den Fahrgestellen und konnten leicht bewegt werden. Die Behausungen waren an beiden Längsseiten mit Hinterbehandlungsbeuten ausgestattet, so dass jeweils mehrere Völker übereinander gestapelt werden konnten. Alle Etagen des Stocks waren jeweils direkt von hinten über einen inneren Mittelgang zugänglich.
Seit Aufkommen des Güterverkehrs mit der sich im 19. Jahrhundert rasch entwickelnden Eisenbahn wurde diese in verschiedenen europäischen Ländern und in Russland auch für Bienentransporte genutzt. Bis Anfang des 20. Jahrhunderts wurden jedoch meist nur einzelne Bienenstöcke oder wenige Bienenvölker „per Bahn“ und nicht „per Achse“ (Pferdewagen) transportiert. Gombocz gehörte zu den ersten Imkern, die das neue Transportmittel für die Bienenwanderung mit einem Großteil ihrer Bienenvölker oder gar ihrem Gesamtbestand ausnutzten.
So setzte er binnen kurzer Zeit insgesamt vier der von ihm entwickelten Bienenwägen ein, mit denen er zusammen rund 200 Bienenvölker per Eisenbahn zu einem anderen Standort transportieren konnte. Die Transporte erfolgten vor allem zum rund 140 Kilometer entfernten Ort Pernegg an der Mur, das im nördlichen, gebirgigen und waldreichen Teil der Steiermark sowie nahe bei Bruck an der Mur in der Obersteiermark liegt. In Pernegg hatte er ein Grundstück in der Nähe des Bahnhofs erworben. Fortan wurden nach der heimischen Frühjahrstracht und dem Ausschleudern des Honigs die Bienenvölker mit der Bahn nach Pernegg gebracht, wo die dort später einsetzende Frühjahrs- und im Anschluss daran die Waldhonigtracht gewonnen wurde. Ab August ging es wieder zurück in den Heimatbezirk Radkersburg, um dort noch Buchweizenhonig zu gewinnen.
Außerdem förderte Gombocz die Gewinnung von Akazienhonig, der von Robinien-Bäumen und -Wäldern (Scheinakazien, Robinia pseudoacacia L.) geerntet wird, indem er bei den Bauern in der Gegend Werbung für die Anpflanzung von Robinien betrieb und im Gegenzug Robinienpflanzen und Honig verschenkte. Zudem pflanzte er selbst auf seiner eigenen Waldfläche von etwa 1,5 Hektar fast nur Robinien an. Akazienhonig – der von heller Farbe ist, längere Zeit flüssig bleibt und ein nur schwaches, aber liebliches Aroma aufweist – war damals wie heute sehr beliebt, so dass Gombocz möglichst viel Scheinakazientracht gewinnen wollte. Seine entsprechende Honigernte bot er zum Beispiel 1914 als „garantiert echten diesjährigen Akazienhonig, ganz licht“ an, die 5-kg-Dose zu „8,50 Kronen“.
Bei Ausbruch des Ersten Weltkriegs 1914 verfügte Gombocz über insgesamt 400 Völker. Er wurde eingezogen und nahm als Soldat am Krieg teil. Infolge des kriegsbedingten Mangels an Arbeitskräften und an Zucker, der zur notwendigen Einfütterung der Bienen vor dem Winter benötigt wurde, gingen während des Krieges nahezu alle Bienenvölker seiner Imkerei zugrunde. Bei seiner Rückkehr fand er nur mehr vier lebende Völker vor. Es gelang ihm jedoch, seinen Bienenbestand ohne Zukauf wieder aufzubauen. Dabei setzte er eine spezielle, von ihm mitentwickelte Methode zur „künstlichen Völkervermehrung“ ein:

„Die in der Rapstracht mächtig erstarkten Völker mußten alle Brut mit den daransitzenden Bienen hergeben und behielten nur die Altmutter und die Flugbienen mit höchstens ein wenig offener Brut zwischen lauter Mittelwänden.“

Die anderen entnommenen Waben mit ansitzenden Bienen wurden so aufgeteilt, dass jeweils mindestens vier bis fünf Kleinableger entstanden, die jeder eine schlupfreife Weiselzelle erhielten. Mit den so zerteilten Völkern wanderte Gombocz dann von Laafeld in die Obersteiermark, wo sie bereits im Juni zu guten Völkern anwuchsen und meist nochmals in derselben Weise von ihm aufgeteilt wurden. Falls es notwendig war, half er mit Füttern nach, aber meist wurden diese zweiten Ableger aus eigener Kraft so stark, dass sie im August, nach der Rückkehr in den heimatlichen Bienenstand, wenigstens einen Großteil des Winterfutters selbst eintrugen. Dieser „gewaltsame […] Wiederaufbau“ brachte ihm zwar kaum noch eine Honigernte ein, aber „der Wertzuwachs durch die neuen Völker […] [übertraf] bei weitem den Gewinn bei der sonst üblichen Imkerei“. 1921 verfügte Gombocz bereits wieder über einen Bestand von 250 Bienenvölkern, den er in der Folge weiter ausbaute.

### Betriebsgröße, Produkte

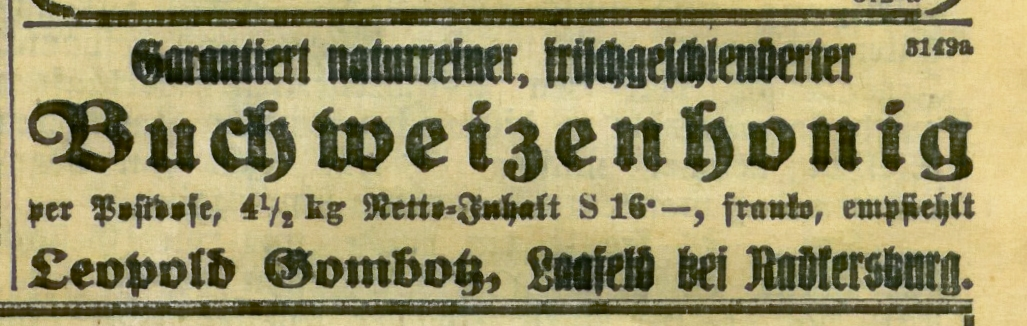
Werbeanzeige für Buchweizenhonig (1925)

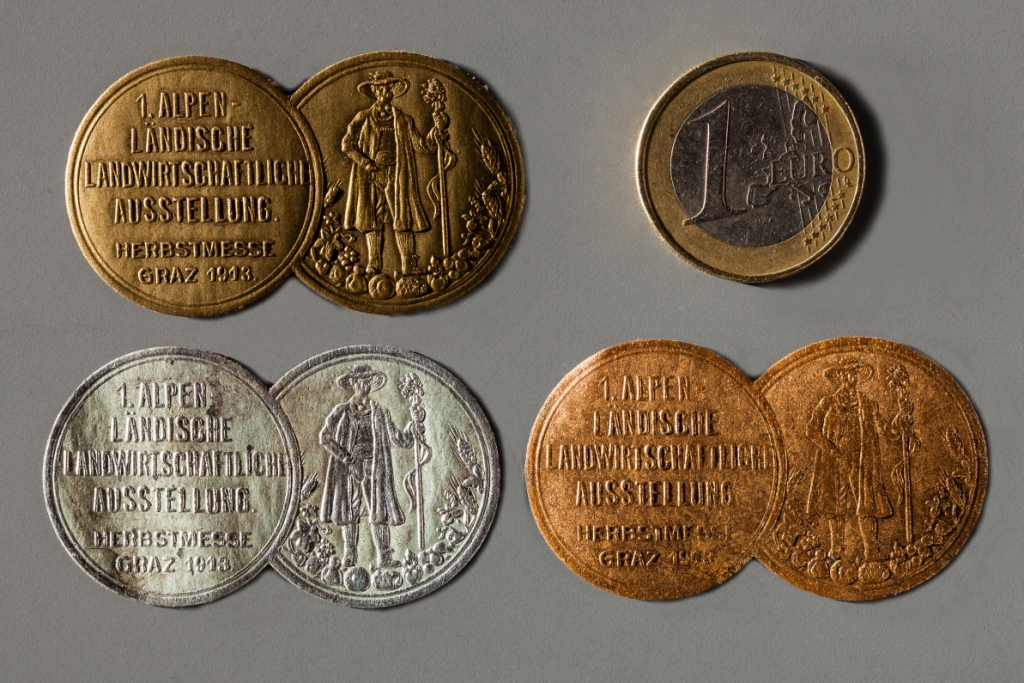
Werbesignets für Prämierungen auf der Grazer Herbstmesse 1913

Mit einem Bestand von meist 400 Bienenvölkern, in Spitzenzeiten von bis zu 500, gehörte Gombocz seinerzeit zu den größten Erwerbsimkern sowohl in der Steiermark als auch im damaligen Österreich. Heute liegt die durchschnittliche Völkerzahl von Vollerwerbsimkern sowohl in Österreich als auch in Deutschland bei etwa 200 bis 400 Völkern, und von den nur wenigen Dutzend Vollerwerbsimkern im heutigen Österreich mit mehr als 200 Völkern haben nur einzelne Betriebe einen Bestand von mehr als 1.000 Bienenvölkern.
Gombocz verkaufte nicht nur Honig an den Handel und im Postversand an Endverbraucher, sondern auch Bienenwachs, selbst gefertigte Mittelwände, Weiselzellen und sogar ganze Bienenvölker an andere Imker. Aufgrund seiner Bienenwanderungen konnte er ein breites Honigsortiment anbieten, zu dem vor allem Akazien-, Buchweizen-, Linden- und Waldhonig (dunkler „Alpen-Waldhonig“) gehörten.
Er legte Wert auf Sortenreinheit, Aroma und Qualität seines Honigs und nahm regelmäßig an Leistungsschauen und Messen teil. So wurde Gombocz beispielsweise bei der Steirischen Honigschau, die 1910 im Rahmen einer bienenwirtschaftlichen Ausstellung zur Feier des 80. Geburtstages des Kaisers Franz Joseph I. zur Zeit der Grazer Herbstmesse veranstaltet wurde, vom Steiermärkischen Bienenzucht-Verein mit einer Goldmedaille und einem Diplom für den von ihm ausgestellten Honig (für besondere Qualität) ausgezeichnet. Die Originalurkunde des Diploms wurde 2008 restauriert und befindet sich heute in dem Regionalmuseum Museum im alten Zeughaus in Bad Radkersburg.
Unter anderem beteiligte Gombocz sich 1913 an der 1. Alpenländischen Landwirtschaftlichen Ausstellung auf der Grazer Herbstmesse 1913, bei der er ebenfalls Auszeichnungen für seine Honige errang. In diesem Zusammenhang machte er Werbung mit sogenannten Anlassmarken; kleinen Siegeln bzw. Signets aus beidseitig mit Prägedruck versehenem Metallfolienpapier, die Nachbildungen der verliehenen Gold-, Silber- und Bronzemedaillen in Miniaturversion darstellten und ähnlich wie Reklamemarken eingesetzt wurden.

### Mitgliedschaften, Berufsstand

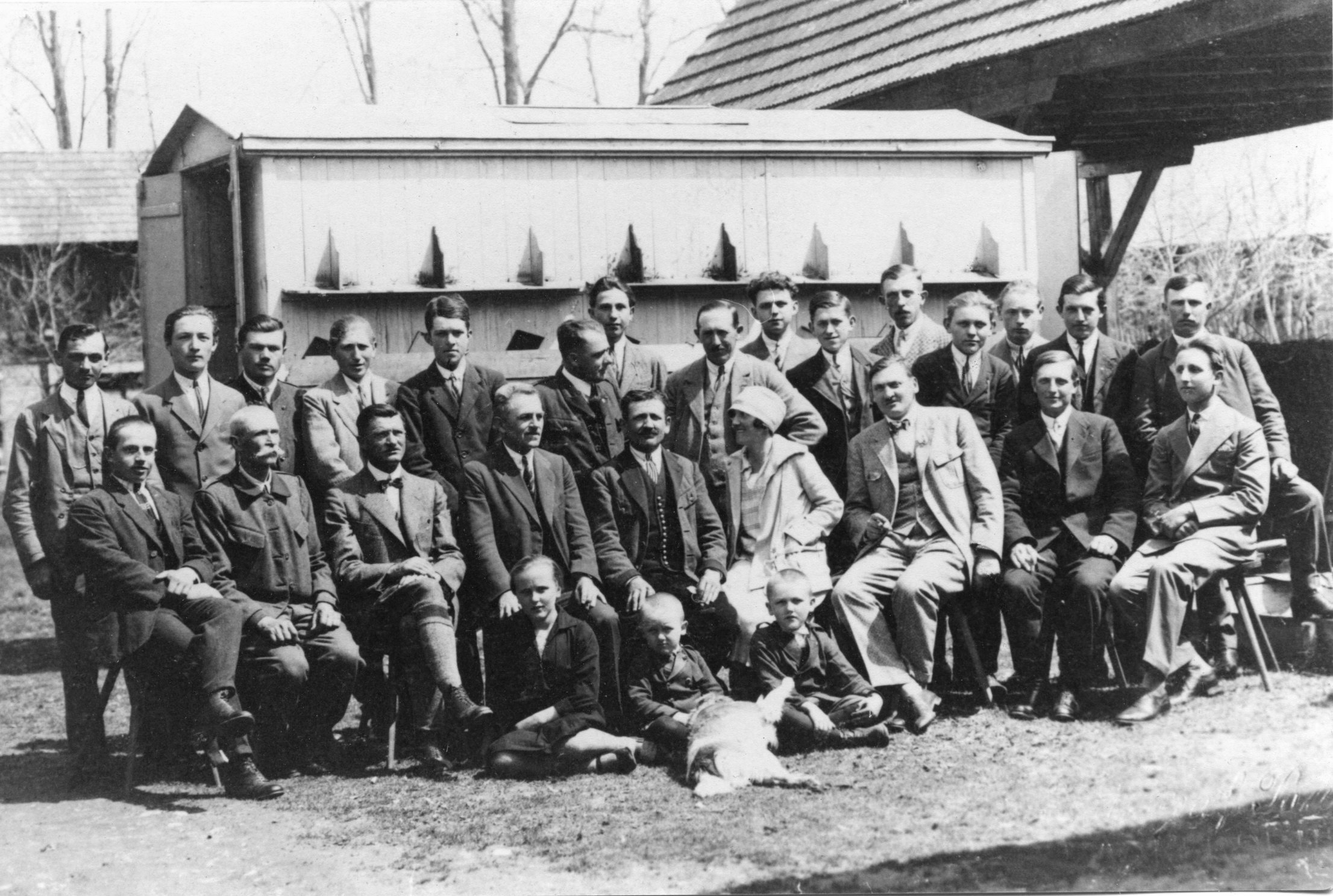
Imkerversammlung in der Großimkerei von Leopold Gombocz in Laafeld (1930)

Gombocz war Mitglied in Imker- und Bienenzucht-Vereinigungen, wie dem in Graz ansässigen Steiermärkischen Bienenzucht-Verein, und engagierte sich für seinen Berufsstand und die Bienenzucht. Er veranstaltete fast jährlich Imkerversammlungen inklusive Betriebsführung auf seinem Hof in Laafeld. Zudem wurde seine Großimkerei wegen seiner innovativen Betriebsweise oft von Kollegen besucht und besichtigt; nach dem sogenannten „Anschluss“ Österreichs an das Deutsche Reich im Jahr 1938 auch von Imkern aus Deutschland.

### Familie
Leopold Gombocz heiratete 1903 Theresia Gabor (* 1884), die aus Bogojina (ungarisch: Bagonya) in der Region Prekmurje im damaligen Ungarn stammte. Das Paar hatte zehn Kinder; seine Frau verstarb 1929. Nach schwerer Erkrankung starb Gombocz im Jahr 1943. Sein Sohn Ferdinand Gombocz (1919–2010) wurde in der väterlichen Imkerei tätig und führte diese nach dem Tod des Vaters weiter. Dessen Sohn, zweites von fünf Kindern – und Enkel von Leopold Gombocz –, ist der Religions- und Philosophiewissenschaftler sowie Hochschullehrer i. R. (Universität Graz) Wolfgang Leopold Gombocz (* 1946).

## Auszeichnungen und Ehrungen

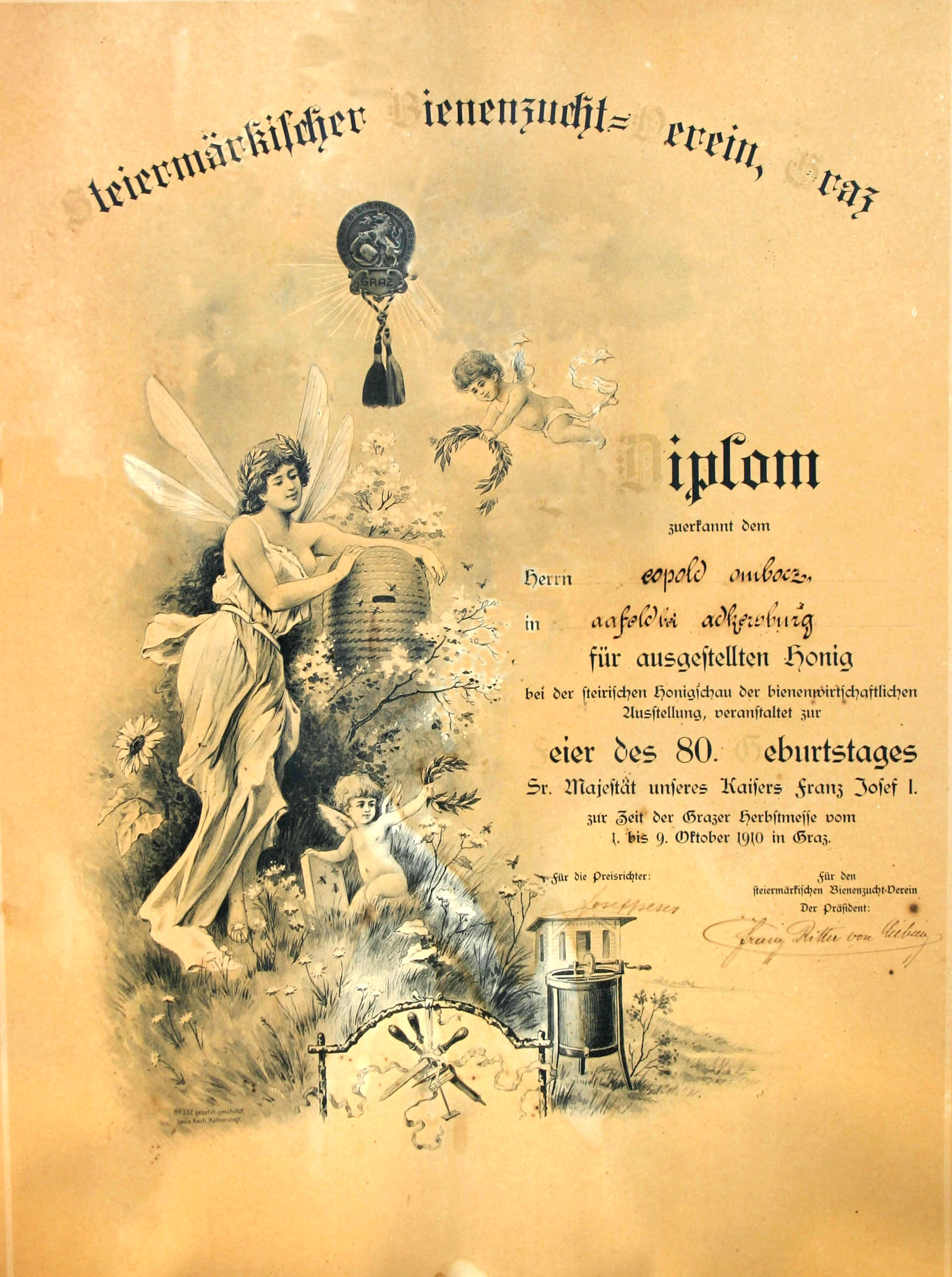
Diplom zur Goldmedaille – Steirische Honigschau auf der Grazer Herbstmesse 1910

- 1910: Goldmedaille und Diplom für ausgestellten Honig (für besondere Qualität) bei der Steirischen Honigschau der bienenwirtschaftlichen Ausstellung, die zur Feier des 80. Geburtstages von Kaiser Franz Joseph I. auf der Grazer Herbstmesse 1910 stattfand
- 1913: Auszeichnungen für ausgestellte Honige bei der 1. Alpenländischen Landwirtschaftlichen Ausstellung auf der Grazer Herbstmesse 1913